# Lali en La Trastienda
Lali en La Trastienda è il primo album dal vivo della cantante argentina Lali Esposito. È uscito il 3 febbraio 2015 solo in formato download digitale nella piattaforma musicale del marchio Claro in Argentina, dove Lali è la ragazza del manifesto dal 2014 al 2015. Lali ha fatto uno spettacolo esclusivo per i clienti di Claro Club il 26 novembre 2014 a Buenos Aires. Lo spettacolo è caratterizzato dalla scaletta originale dell'album A Bailar, questo album è caratterizzato dall'avere solo 10 canzoni in versione live, lasciando fuori il singolo Amor de verdad, che è stato introdotto lo stesso giorno.

## Background
Nel mese di settembre del 2014, Lali ha annunciato che avrebbe fatto uno show ne La Trastienda Club il 27 novembre. Ma arrivati al mese in cui si sarebbe dovuto svolgere lo show il marchio Claro ha annunciato che lo show si sarebbe svolto prima di quanto era stato detto, e così ha lanciato un concorso tra gli appassionati clienti di Claro Club per vincere i biglietti per lo show.

## Tracce
| N.° | Titolo                     | Compositori | Durata |
| --- | -------------------------- | ----------- | ------ |
| 1.  | "Intro + Te siento (live)" |             |        |
| 2.  | "Histeria (live)"          |             |        |
| 3.  | "Desamor (live)"           |             |        |
| 4.  | "Mil años luz (live)"      |             |        |
| 5.  | "No estoy sola (live)"     |             |        |
| 6.  | "Cielo salvador (live)"    |             |        |
| 7.  | "Del otro lado (live)"     |             |        |
| 8.  | "Being (live)"             |             |        |
| 9.  | "A Bailar (live)"          |             |        |
| 10. | "Asesina (live)"           |             |        |